# Neosoba
Neosoba ili neličnost (engl. unperson) u najširem smislu označava osobu koja postoji ili je postojala, ali koju se u nekom društvu ili državi tretira kao da ne postoji ili nije postojala. U još širem se smislu pod time podrazumijevaju osobe kojima se iz različitih razloga niječe status ljudskog bića, odnosno smatraju se stvarima ili "bezvrijednom gamadi" čije eksploatiranje ili uklanjanje nije suprotno zakonima, moralu ili običajima.
U svom užem smislu pod time se podrazumijevaju osobe u totalitarnim državama koje su nekada uživale vlast, ugled ili slavu, ali su potom pale u nemilost te bile uklonjene kao državni neprijatelji. Osim njihova fizičkog uklanjanja (likvidacije, zatvaranja, egzila) vlast nastoji ukloniti svako sjećanje na njihovo postojanje koje bi moglo kompromitirati "nepogrešivost" režima i njegove ideologije. Zato se svaki trag njihova postojanja uklanja iz javnih spisa, a njihovo spominjanje pod prijetnjom strogih sankcija zabranjuje čak i u svakodnevnu govoru.
Klasičan primjer takve prakse pruža Orwellov roman Tisuću devetsto osamdeset četvrta u kojem protagonist Winston Smith radi u odjelu Ministarstva istine zaduženom za uklanjanje "problematičnih" pojedinaca iz javnih spisa. Za njih se koristi izraz na novogovoru – unperson.

## Više informacija
- damnatio memoriae